# Kecamatan Balikpapan Timur
Kecamatan Balikpapan Timur är ett distrikt i Indonesien.   Det ligger i provinsen Kalimantan Timur, i den nordvästra delen av landet, 1 300 km öster om huvudstaden Jakarta.